# Уэллс, Питер
Питер Кеннет Уэллс (англ. Peter Kenneth Wells; род. 17 апреля 1965, Портсмут) — английский шахматист, гроссмейстер (1994).
Уэллс был чемпионом Великобритании по быстрым шахматам в 2002, 2003 и 2007 годах.

## Карьера
Трижды завоёвывал титулы чемпиона Великобритании среди юниоров: в 1978 (в категории до 14 лет), 1979 (до 16 лет) и 1980 (до 18 лет). В 1984 году представлял Англию на чемпионате мира среди юниоров в Кильяве. Четыре раза занимал второе место в чемпионате Великобритании: в 1991 (за Джулианом Ходжсоном), 1999 (также за Джулианом Ходжсоном), 2001 (за Джозефом Галлахером) и 2004 (за Джонатаном Роусоном). В 2003 и 2005 годах представлял Англию на командных чемпионатах Европы, а в 2004 – на шахматной олимпиаде. В 2002, 2003 и 2007 годах становился чемпионом Великобритании по быстрым шахматам.
В 1997 году участвовал в Кубке мира в Гронингене, в первом раунде проиграл Борису Альтерману и покинул турнир.
Наивысший рейтинг в карьере достиг 1 июля 1995 года, с результатом 2545 очков он занял 9-е место среди английских шахматистов.

## Изменения рейтинга
| Графики недоступны из-за технических проблем. См. информацию на Фабрикаторе и на mediawiki.org. |